# Geo Milev

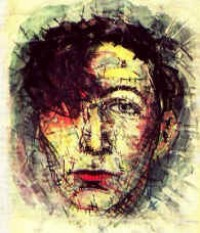
Geo Milev, zelfportret (1918)

Geo Milev (Bulgaars: Гео Милев) (15 januari 1895, Radnevo - na 15 mei 1925, Sofia), geboren Georgi Kasabov Milev (Георги Касабов Милев), was een Bulgaars dichter en schrijver.
Hij had gestudeerd in West-Europa en kwam daar in aanraking met het socialisme, waarvan hij al snel een aanhanger werd. Dit kwam onder meer tot uiting in zijn dichtwerk September, een eerbetoon aan de arbeidersopstand in Bulgarije in 1923. Hij werd uiteindelijk geëxecuteerd, omdat hij volgens de fascistische regering van Bulgarije betrokken was bij de bomaanslag in de Sveta Nedeliakathedraal in Sofia op 16 april 1925.